# Brian Peavy
Brian Peavy (Houston, 14 maggio 1996) è un giocatore di football americano statunitense, di ruolo defensive back.
Dopo aver giocato a football americano per la squadra di college degli Iowa State Cyclones si trasferisce alla squadra turca degli Yeditepe Eagles e successivamente agli austriaci Danube Dragons (coi quali vince il titolo nazionale).

## Palmarès
- 1 Austrian Bowl (2022)